# 教会山

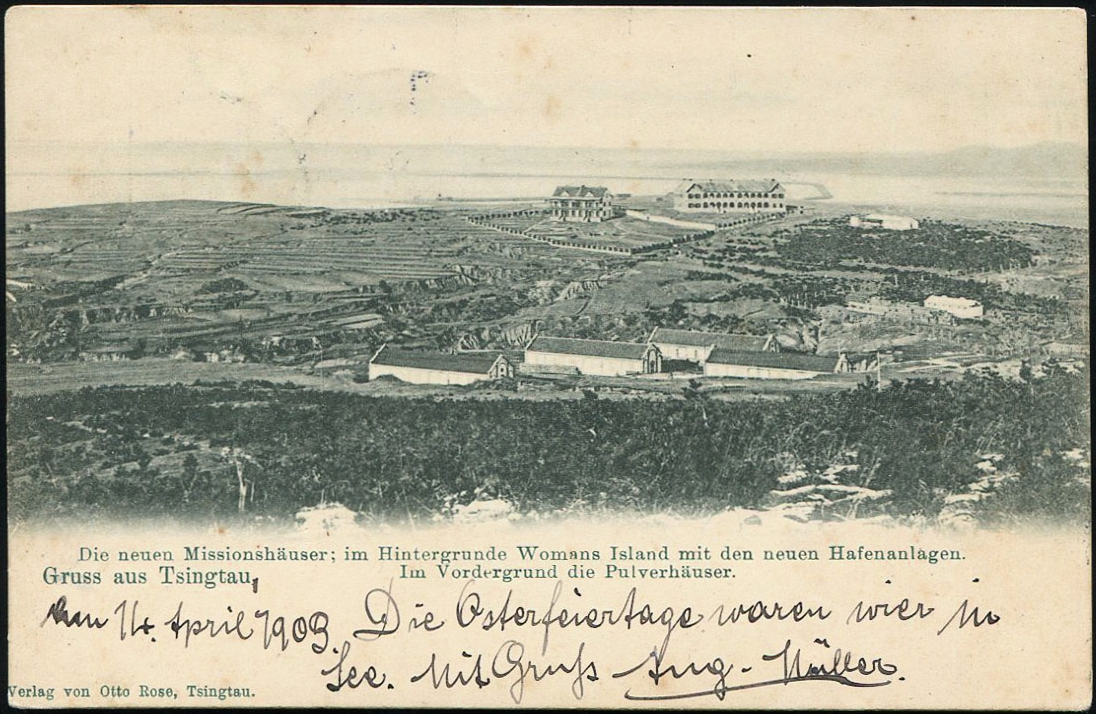
约1901年的教会山，图中可见同善会住宅和信义会住宅，山谷中为火药库

教会山（德語：Missionshügel），有时亦被称为“锡安山”（德語：Zionsberg），部分资料称之为“大鲍岛东山”，是位于中国山东省青岛市市北区上海路、城阳路附近的一座小山丘。“教会山”之名源于青岛德租时期位于该地的新教教会建筑群，仅于德租时期被使用。
根据1901-1902年度的《胶澳租借地发展备忘录》的等高线图，该山丘海拔51（167英尺），山顶在今青岛九中南校区国际部院内，即原青岛八中校舍。由于城市建设，该山丘已不明显，现该地理实体已无特定名称。“教会山”一词除历史研究外已不再被使用。

## 历史

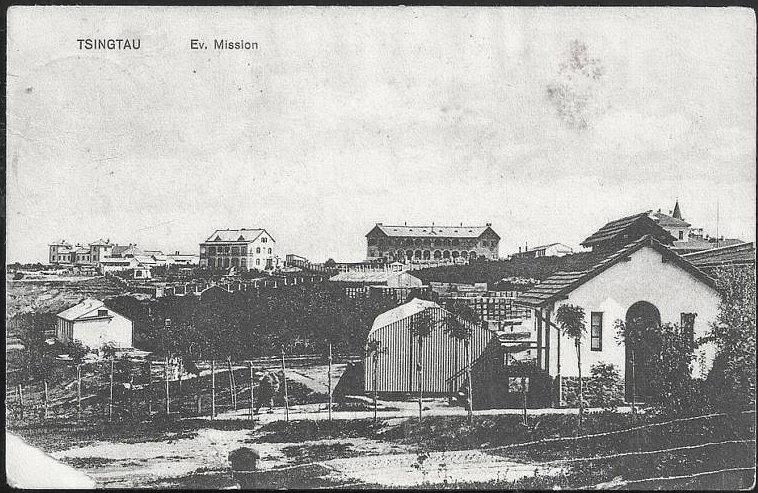
1903年后的教会山，远处可见礼贤书院及教会住宅

1898年胶澳总督府将今上海路与城阳路一带的山丘分为两个地块，分别赠予魏玛传教会（又名同善会）与柏林信义会（Berliner Mission）。自1899年起两教会在此建设传教士住宅与教会学校，自此，美国长老会、瑞士同善会、中华基督教会等教会陆续进驻该区域，形成教会建筑群。该地区后来成为“港埠区（Hafenviertel）”的一部分，但建设进展较慢。1914年后，该地作为日本人所规划“新町”的一部分，才开始大规模建设非教会民用建筑。原教会地产的产权归属几乎不变，直至50年代被没收。80年代后除原教会学校外，原有教产多数“归还”给青岛市基督教两会，但大部分仍为大杂院或为其他单位所用。

## 教会建筑群

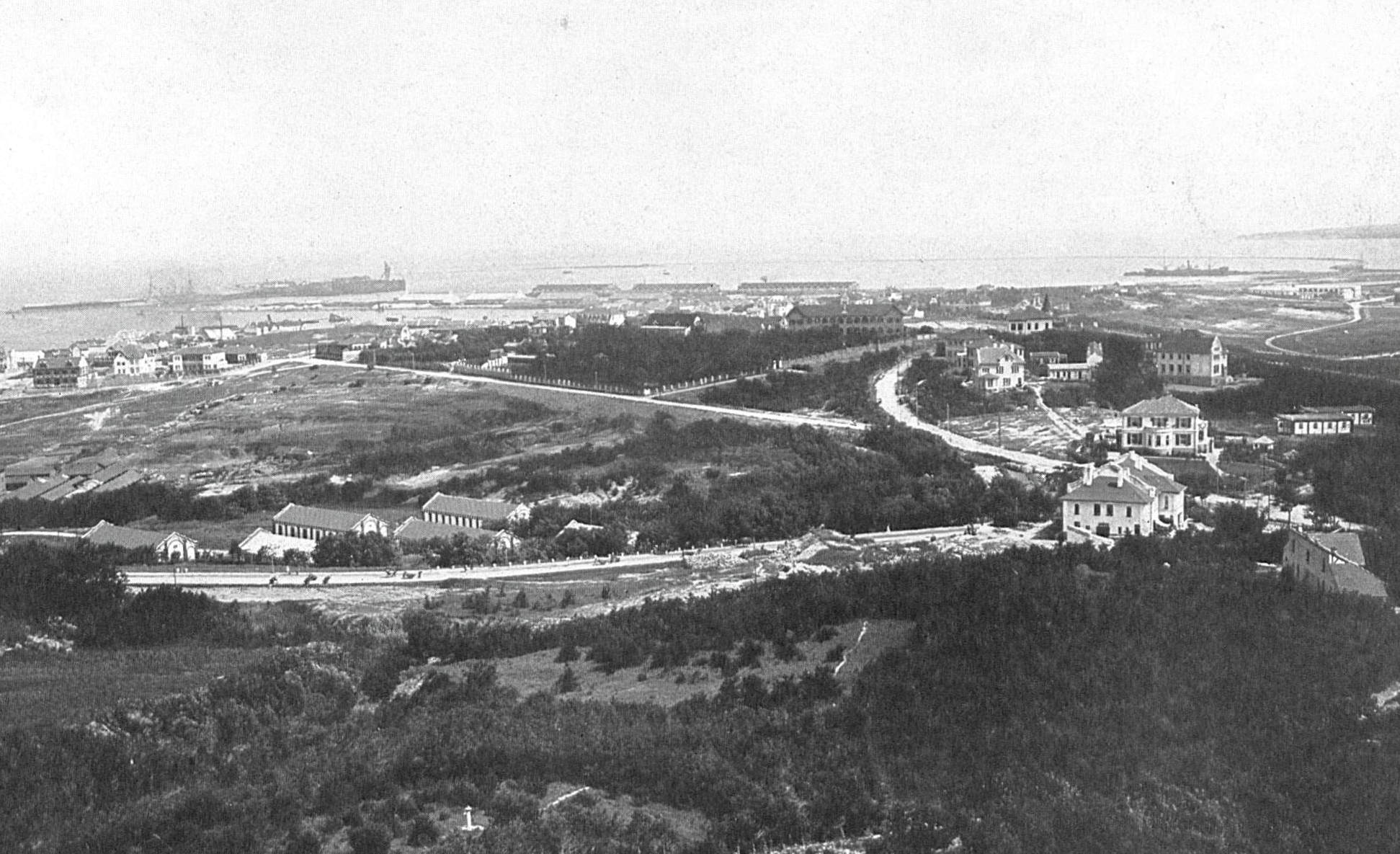
约1913年的教会山

- 柏林信义会住宅（城阳路5号，后为信义会医院、青岛市中医院，今市立医院二分部）[3]
- 魏玛传教会住宅及礼贤书院（上海路7号，今青岛九中）[3]
- 济阳路美国长老会住宅群（现存阳信路2号，济阳路2号、6号、6号甲、10号）及明德学堂（阳信路2号，后为崇德中学、青岛十一中，现为青岛九中南校区）[4]
- 美懿书院（济阳路8号，后为文德中学、青岛八中、青岛女专，现为青岛九中南校区）
- 花之安医院（武定路27号，后为青岛市儿童医院）
- 上海路中华基督教会教堂及尚德小学（上海路9号，原建筑不存，现为上海路小学）
- 济阳路小教堂（济阳路4号，现为餐馆及民居）
- 王宣忱故居（阳信路4号，现为民居）
- 基督士兵之家（观象二路1号，1940年改建为圣保罗教堂）

## 部分建筑今貌
- 同善会住宅旧址，卫礼贤故居
- 柏林信义会住宅旧址
- 济阳路小教堂
- 美国长老会住宅
- 王宣忱故居